# Vierzehn Nothelfer (Bellscheid)

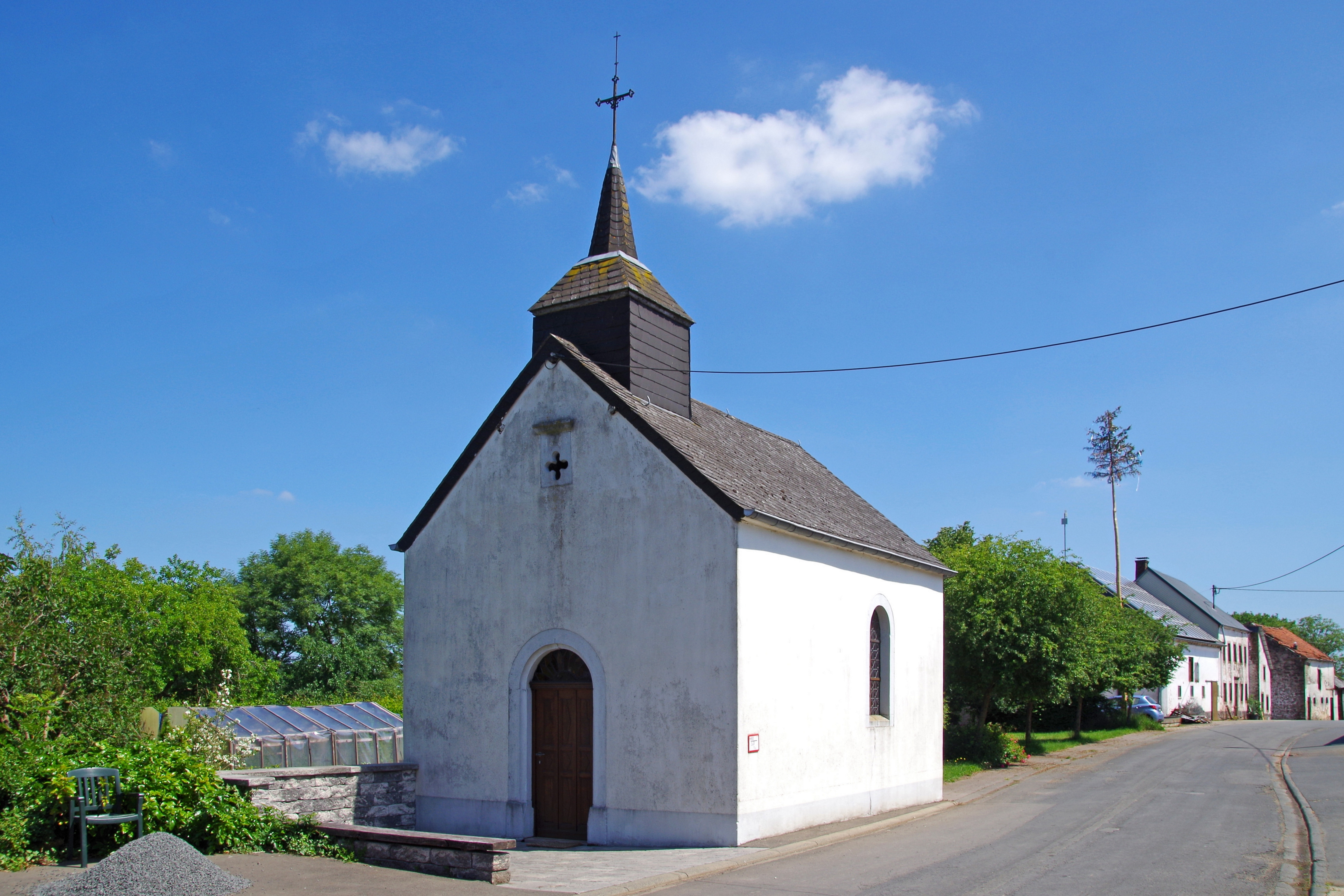
Vierzehn Nothelfer (Bellscheid)

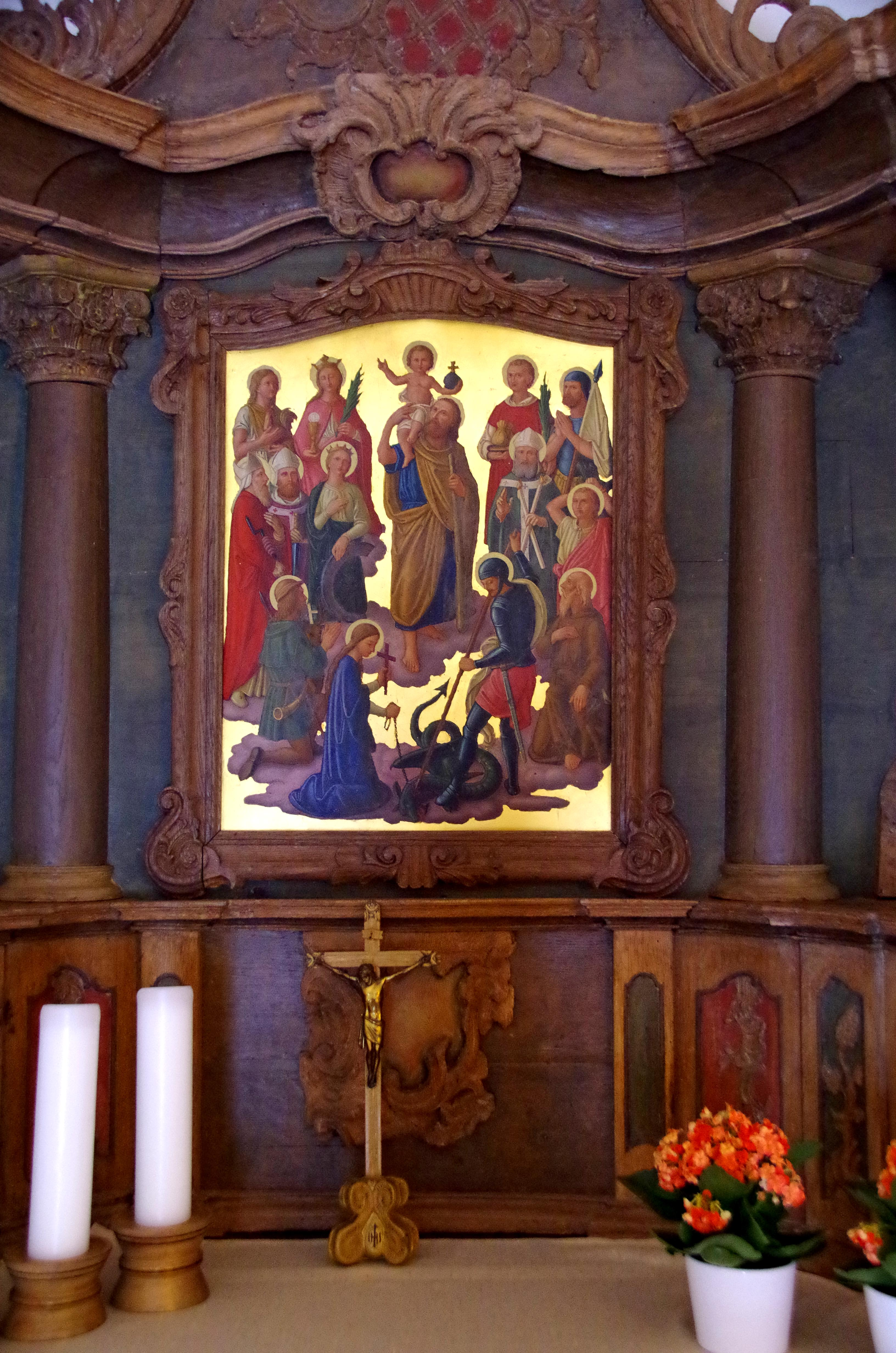
Altar in der Kapelle Vierzehn Nothelfer (Bellscheid)

Die Kapelle Vierzehn Nothelfer ist die römisch-katholische Filialkirche in Bellscheid, Ortsteil von Krautscheid, im Eifelkreis Bitburg-Prüm in Rheinland-Pfalz. Sie gehört zur Pfarrei Ringhuscheid in der Pfarreiengemeinschaft Schönecken-Waxweiler im Dekanat St. Willibrord Westeifel im Bistum Trier.

## Geschichte
1887 wurde der einachsige Saalbau mit flacher Decke und Dachreiter errichtet, er wurde 1890 benediziert. Die Kapelle ist zu Ehren der Vierzehn Nothelfer geweiht.

## Ausstattung
Prunkstück der Kapelle ist ein Säulen-Altar im Stil des Barock mit einem Gemälde der Vierzehn Nothelfer (einschließlich Hubertus von Lüttich und Quirinus von Malmedy).